# مسجد ووريانجا
مسجد ووريانجا، يقع المسجد في المنطقة الشرقية من غانا، وشرق مدينة باوكو.

## التاريخ
شيد المسجد في القرن التاسع عشر، من المسلمين الذين هاجروا من الغرب إلى منطقة بوبو ديولاسو في بوركينا فاسو. 

## الوصف
المسجد مصنوع من الطين، بدون دعامات وله برج واحد، مثل المساجد الأخرى في المناطق الشمالية وسافانا في غانا.